# Книга об идолах
Кни́га об и́долах (араб. كتاب الأصنام‎ —  Кита́б аль-асна́м‎) — книга, написанная арабским учёным Хишамом ибн аль-Калби (737—819), которая описывает богов и обряды арабской религии. Текст критикует доисламскую религию и порицает религиозное разложение, в которое, по мнению мусульман, арабы впали после основания Каабы. Книга сыграла важную роль в отождествлении ширка (греха многобожия) с «идолопоклонством доисламских арабов».
Текст обнаружил Ахмад Заки Паша, египетский филолог, который купил единственную сохранившуюся рукопись на аукционе в Дамаске. Эта рукопись, одна из многих в его обширной коллекции, была подарена государству после его смерти в 1934 году. Паша объявил о своём открытии на XIV Международном конгрессе востоковедов.

## Переводы
- Faris, Nabih Amin. I-Tisham Ibn-Al-Kalbi, The Book of Idols or The Kitab al-Asnam (англ.). — Princeton: Princeton University Press, 1952.
- Полосин Вл. В. (пер.) Хишам ибн Мухаммад ал-Калби. Книга об идолах (Китаб ал-аснам) / Пер. с араб., предисл. и примеч. Вл. В. Полосина. — М., 1984.